# Johannes Henderik Kramers
Johannes Henderik Kramers (Den Haag, 5 juli 1823 – Rotterdam, 13 februari 1896) was directeur van Instituut Noorthey in Veur (bij Voorschoten), een opleiding voor jongens uit de kringen van adel en patriciaat.

## Biografie
Johannes Henderik Kramers was een zoon van Vincent Adrianus Kramers (1793-1881) en Johanna Frouwijna van Poeteren (1804-1871). Hij groeide op als oudste in een welvarend broodbakkersgezin van vier jongens en drie meisjes.

### Opleiding
Hij bezoekt de Latijnse school in Den Haag. Naast zijn schoolopleiding volgt hij tekenlessen aan de 's Gravenhaagsche Teeken-Akademie, waar hij in 1837 een 'eere-prijs' ontvangt vanwege een bekroonde tekening. Hij zal zijn hele leven blijven tekenen, zoals blijkt uit tekeningen van zijn zomerse reizen en van Noorthey en omgeving. Getuigschriften en schetsboeken zijn in het bezit van de nabestaanden. Hij volgt een opleiding tot onderwijzer in Rotterdam bij de destijds bekende pedagoog P.K. Görlitz. Gedurende zijn studietijd woont hij bij zijn oom Hendrik Adrianus Kramers, boekhandelaar en uitgever te Rotterdam. 
Op 15 mei 1842 wordt hij, bijna 19 jaar oud, als onderwijzer 3e rang aangesteld op Instituut Noorthey in Veur, in 1820 opgericht door Petrus de Raadt. In de volgende jaren zet hij naast zijn onderwijstaak zijn studie voort, haalt aktes voor wiskunde en de 'Franse, Engelse en Hoogduitse' taal, en verwerft in 1848 de volledige onderwijsbevoegdheid. Hij zal veertig jaar aan Noorthey verbonden blijven.

### Directeur van Noorthey
Johannes Henderik Kramers heeft grote bewondering voor Petrus de Raadt. Diens pedagogische idealen inzake opvoeding en onderwijs, dit alles doortrokken van de 'christelijke moraal', spreken hem aan: de samenleving verbeteren door het karakter te vormen van diegenen, die later op belangrijke plaatsen in de maatschappij terecht zullen komen. De Raadt lijkt van zijn kant veel te zien in Kramers: dat blijkt uit zijn woorden in een brief aan de ouders waarin hij de jonge Kramers introduceert.
Er ontstaat een oprechte vriendschap tussen beide mannen. Zo zal Kramers De Raadt regelmatig blijven bezoeken, ook na diens afscheid. Na het overlijden van De Raadt in 1862 verschijnt in 1863 van de hand van Kramers 'Herinnering aan Petrus de Raadt', een biografie, mede gebaseerd op aantekeningen en reisverslagen uit diens nalatenschap.
In 1849 draagt Petrus de Raadt de leiding van Noorthey over aan Kramers, die op 22 april 1851 officieel directeur wordt. De Raadt blijft echter nog sterk aanwezig op Noorthey, wat voor Kramers niet altijd eenvoudig is. De oud-directeur kan de school, die hij als 'zijn kind' beschouwt niet goed loslaten en verschijnt elke dag bij de lessen. Dat doet hij ook gedurende de periode dat kroonprins Willem van Oranje-Nassau, zoon van Koning Willem III, tot de leerlingen behoort (1851-1854). Dit tot ongenoegen van jhr. Eduard de Casembroot, die als gouverneur van de prins meekomt naar Noorthey. De gouverneur wenst niet verdrongen te worden door De Raadt: 'Als ik aanwezig ben, dient De Raadt zich op de achtergrond te stellen', laat hij Kramers als eerst verantwoordelijke weten.
Met Kramers komt er een bestuurder op Noorthey met een geheel andere achtergrond dan zijn voorganger. Hij is duidelijk een vertegenwoordiger van de 'derde stand'. In de ogen van zijn vermogende omgeving is hij een burgerman. Waar De Raadt een vanzelfsprekende autoriteit uitstraalde, wordt Kramers door zijn leerlingen beschreven als een stijve Hollandse schoolmeester met 'burgerlijk houterig' uiterlijk. Zijn belangstelling voor geschiedenis brengt hem in de stroom van het liberale gedachtegoed, zoals die zich op dat moment in heel Europa doet gelden. Daarnaast heeft hij van huis uit zijn godsdienstige overtuiging meegekregen, de basis voor zijn verdere leven: zij vormt een grote morele kracht, die hij uitdraagt in zijn opvoedingsidealen.
Door zijn kwaliteiten op onderwijsgebied is ook juist die kant van Noorthey in de loop der jaren verder ontwikkeld. Hij is in de eerste plaats een bevlogen leraar die zijn leerlingen weet te boeien in zijn lessen. Hij stimuleert de eigen inbreng van de leerlingen, nodigt hen uit tot discussies, en was daarmee zijn tijd ver vooruit. Die oprechte aandacht voor de leerling komt ook over op de leerlingen en hun ouders. Op 5 mei 1867, als Kramers 25 jaar aan Noorthey verbonden is, bieden de negentien leerlingen van dat moment de directeur een kostbaar album aan. ’Waarlijk, die dag heeft mij levendig doen zien, dat welgemeende pogingen erkend worden; en toen heb ik diep gevoeld, dat mijn geluk innig verbonden is met dat mijner leerlingen’, noteert Kramers in zijn dagboekaantekeningen. Ook de waarderende woorden van de oud-leerlingen Ch. Enschedé en G.F. van Tets getuigen hiervan. 
Kramers houdt ervan kennis over te dragen. Dat doet hij niet alleen op school en in zijn eigen gezin, maar ook in lezingen en toespraken, zoals voor de 'Maatschappij tot Nut van 't Algemeen' in Voorschoten. Hij schroomt niet voor wijsgerige inleidingen of uitweidingen, maar spreekt altijd in voor zijn toehoorders begrijpelijke taal, met voorbeelden die direct aanspreken. In dit kader nam hij oudere leerlingen en docenten mee naar ‘buitenschoolse’ activiteiten waaronder de wereldtentoonstellingen in Parijs (1855) en Londen (1862).
Onder het gezag van De Raadt was elke minuut van de dag gevuld met lessen, en de vrije tijd zelfs met verplicht spel en veldsporten als cricket, hockey en voetbal. Aanvankelijk handhaafde directeur Kramers de regeling van het samen buiten sporten, maar na 1878 kwam daar geleidelijk de klad in, schrijft Jan Luitzen in zijn dissertatie uit 2020, getiteld Vivat! Vivat Noorthey! Een cultuurhistorische analyse van de introductie van cricket, voetbal en lawntennis in Nederland en de rol daarbij van jongenskostschool Noorthey en haar alumni, 1820-1886. De speelplaats van het instituut als de centrale plaats waar de jongens zich tussen de lessen door verzamelden en waar ze zich oefenden in teamsport, achtte Kramers niet langer nodig: hij vond het zelfs ongewenst. Hij gaf er de voorkeur aan dat de docenten en de oudere leerlingen over een grote mate van zelfstandigheid en beslissingsvrijheid beschikten met betrekking tot de invulling van hun vrije tijd buiten de lesuren. Bij de oudere jongens leidde het niet meer verplicht aan het gezamenlijk sporten mee hoeven doen tot verveling, zonder verlof zwerven in de omgeving en zelfs, volgens het Gedenkboek Noorthey (1920), tot een compleet ‘misplaatst gevoel van vrijheid’. Toen in 1881 de 16-jarige leerling Gerard Fontein Tuinhout (1864-1881) zelfmoord pleegde door voor de ogen van een kostschoolgenoot zich door een trein te laten overrijden, gaf dat grote beroering binnen Noorthey en zeker ook in het gezin Kramers.

### Sluiting van Noorthey
Een jaar later besluit het bestuur van het Genootschap Noorthey het instituut voorlopig te sluiten. Dit besluit werd vooral ingegeven door de opkomst van nieuwe onderwijsvormen zoals HBS (sinds 1863) en Gymnasium (sinds 1876), waar ouders steeds meer hun kinderen naar toe stuurden, ook al omdat het kind in de ouderlijke omgeving kon blijven en er veel minder kosten mee gemoeid waren. Na een korte opleving vanaf 1888 onder de directie van respectievelijk dr. A.H. Raabe (tot 1893) en dr. J.W. Lely, sluit het Instituut Noorthey definitief in 1907.
Kramers krijgt een pensioen voor de rest van zijn leven, alsmede een extra gratificatie. Hij blijft werkzaam in het onderwijs als arrondissements-schoolopziener. Hij vestigt zich in Rotterdam en overlijdt aldaar in 1896.

## Familie
Op 7 augustus 1849 trouwt Johannes Henderik Kramers met Margaretha Anna (Margo) Hoogklimmer (1824-1874), dochter van Johan Gerhard Hoogklimmer, predikant te Almelo. Margo was als onderwijzeres verbonden aan het meisjesinternaat op Stadwijk, naast Noorthey gelegen. Na haar overlijden in 1874 hertrouwt hij op 22 december 1875 met Dorothea Hoogklimmer (1828-1902), een zuster van Margo; zij maakte al jarenlang deel uit van het Kramers-gezin op Noorthey.
Jan Henderik en Margo krijgen zeven kinderen: vijf zonen en twee dochters; twee zonen overlijden binnen een jaar na hun geboorte. De drie jongens ontvangen hun opleiding op Noorthey en gaan studeren in Leiden, de meisjes krijgen huisonderwijs.
De oudste dochter Anna heeft als jong meisje al vele taken vervuld in de huishouding van Noorthey en de verzorging van de vaak jonge leerlingen. Ze trouwt in 1884 en krijgt één zoon. Gedurende haar lange leven (83 jaar) bleef ze een centrale figuur bij alle familieaangelegenheden, in voor- en tegenspoed. De jongste dochter Martina Kramers volgt in Arnhem een opleiding tot onderwijzeres en wordt later bekend als feministe, in het kielzog van Aletta Jacobs. Ze sprak veel talen, waaronder het Esperanto, en ijverde voor het vrouwenkiesrecht. De zussen brengen de laatste jaren van hun leven gezamenlijk door in Apeldoorn.
De twee oudste zonen vinden hun bestemming in Nederlands-Indië: Gerhard (Ger) als chemicus bij ‘s Lands Plantentuin en Jan als jurist in overheidsdienst. Ger informeert ons in zijn notitieboekje (ca. 1865) over het schoolleven op Noorthey en de dagelijkse omgang van de leerlingen met elkaar. We vinden o.a. de notulen die hij maakte van een discussie tussen enkele Noorthey-leerlingen over 'cosmopolitisme tegenover vaderlandsliefde', waarbij ook directeur Kramers en de leraar Duits en klassieke talen aanwezig waren. Zoon Jan had een goede hand van schrijven en tijdens een familiereis naar het Duitse 'Naturpark Siebengebirge' hield hij als 14-jarige een zeer gedetailleerd dagboek bij, voorzien van opmerkelijke tekeningen van zijn hand. Een deel van die tekeningen werd een eeuw later tentoongesteld en gepubliceerd. De jongste zoon Henk wordt huisarts te Rotterdam. Twee van zijn zonen werden internationaal vermaarde hoogleraren, t.w. Johannes Hendrik Kramers (1891-1951), bekend van zijn Nederlandse vertaling van de Koran, en Hendrik Kramers (Hans), bekend als assistent van de Deense natuurkundige Niels Bohr.

## Publicaties
- Kramers J.H. Leercursus, uitg. H.A. Kramers, Rotterdam (1863)
- Kramers J.H. Herinnering aan de Feestviering den 27sten Juni 1880, bij het zestigjarig bestaan van het Instituut Noorthey, uitg. Gebr. van Es, Amsterdam (1880)